# Gran Premi Liberty Seguros
El Gran Premi Liberty Seguros, (oficialment: GP Liberty Seguros-Trofeu Sudoeste Alentejano e Costa Vicentina) és una competició ciclista portuguesa per etapes. La cursa forma part de l'UCI Europa Tour des del 2015.
En edicions anteriors també s'havia conegut com a GP Liberty Seguros-Volta as terras de Santa Maria.

## Palmarès
| Any  | Vencedor             | Segon                      | Tercer                   |
| ---- | -------------------- | -------------------------- | ------------------------ |
| 2009 | Daniel Eduardo Silva | Rui Alberto Faria da Costa | Tiago Machado            |
| 2010 | Santi Pérez          | David Blanco               | André Cardoso            |
| 2011 | Sérgio Ribeiro       | Filipe Cardoso             | Samuel Caldeira          |
| 2012 | Ricardo Mestre       | Sérgio Sousa               | Alejandro Marque         |
| 2013 | Delio Fernández      | Lluís Mas Bonet            | Eduard Prades            |
| 2014 | Rafael Silva         | Sérgio Sousa               | Nuno Ribeiro             |
| 2015 | Ruben Guerreiro      | Paweł Bernas               | Colin Joyce              |
| 2016 | August Jensen        | Will Routley               | Vicente García de Mateos |